# Стилл, Валери
Валери Стилл (англ. Valerie Still; в замужестве Лок (англ. Lock); род. 14 мая 1961 года, Лексингтон, штат Кентукки) — американская профессиональная баскетболистка, выступавшая в женской национальной баскетбольной ассоциации. Не выставляла свою кандидатуру на драфт ВНБА 1999 года, но ещё до начала очередного сезона заключила договор с клубом «Вашингтон Мистикс», в котором провела всего один год. Играла на позиции тяжёлого форварда и центровой. После окончания спортивной карьеры вошла в тренерский штаб «Мистикс», а затем работала ассистентом главного тренера в клубе «Орландо Миракл».

## Ранние годы
Валери Стилл родилась 14 мая 1961 года в городе Лексингтон (штат Кентукки).